# Estonia en el Festival de la Canción de Eurovisión 2021
Estonia participó en el LXV Festival de la Canción de Eurovisión, celebrado en Róterdam, Países Bajos del 18 al 22 de mayo del 2021, tras la victoria de Duncan Laurence con la canción «Arcade». La Eesti Rahvusringhääling (ERR) decidió mantener el sistema de elección habitual, el Eesti Laul, que celebró su 13° edición entre el 18 de febrero y el 6 de marzo de 2021. El festival dio como ganador al cantante Uku Suviste, y la canción «The Lucky One», compuesta por el mismo Suviste junto a Sharon Vaughn. 
Pasando completamente desapercibido en las casas de apuestas, Uku Suviste finalizó en la 13.ª posición de la semifinal 2 con 58 puntos, 29 del jurado profesional y 29 del televoto.

## Historia de Estonia en el Festival
Estonia debutó en el festival de 1994, tras su fallido intento un año antes; totalizando 25 participaciones previas. El país ha ganado una vez el concurso, en 2001 con Tanel Padar, Dave Benton y el grupo 2XL con la canción "Everybody". Desde la introducción de las semifinales en 2004, el país no logró clasificarse durante 5 concursos seguidos. A partir de la introducción del nuevo formato de selección, ha logrado 7 clasificaciones a la final, incluyendo 4 dentro de los 10 mejores.
El representante para la edición cancelada de 2020 fue la ganador del tradicional Eesti Laul, Uku Suviste con la canción pop «What Love Is». En 2019, el cantante Victor Crone terminó en 20° posición con 76 puntos en la gran final, con el tema «Storm».

## Representante para Eurovisión

### Eesti Laul 2021
Estonia confirmó su participación en el Festival de Eurovisión 2021 el 18 de marzo de 2020, una vez anunciado la cancelación de la edición de 2020 por la pandemia de COVID-19, con el anuncio de una nueva final nacional. A diferencia de otros países, Estonia decidió mantener su sistema tradicional de preselección en lugar de confirmar al participante seleccionado de 2020, sin embargo Uku Suviste recibió la oferta de obtener un lugar directamente en la preselección. El periodo de recepción de las canciones fue entre el 1 de septiembre y el 6 de noviembre de 2020, habiendo recibido 156 propuestas. Durante los días 11 y 12 de noviembre la ERR anunció los 24 participantes, siendo publicadas las canciones el 6 de diciembre. La competencia consistió en dos semifinales y una final: En las semifinales, cada gala contenía 12 participantes los cuales se sometían a dos rondas de votación. En la primera, la votación se dividía 50/50 entre un panel de jurados y el televoto. Ambos votaban con el mismo sistema de Eurovisión: 12, 10 y 8-1 puntos. Las 4 canciones con más puntos avanzaban a la final. En la segunda ronda, las 8 canciones restantes se sometían a una votación 100% del televoto, avanzando a la final las dos canciones más votadas por el público.
En la gran final también se realizaron dos rondas de votación: en la primera, en la que se presentaban las 12 candidaturas y se sometían en una votación que se dividía 50/50 entre un panel de jurados y el televoto. Ambos votaban con el mismo sistema de Eurovisión: 12, 10 y 8-1 puntos. Las 3 canciones más votadas avanzaban a la Súper Final. En la Súper Final los 3 participantes se volverían a someter en una ronda de votación del 100% del público. En esta ronda, el mayor votado se declaraba ganador del festival y representante de Estonia en Eurovisión.

#### Jurado
El panel experto de jurado para las semifinales fue conformado por:
- Kerli
- Heidy Purga
- Sünne Valtri
- Janika Sillamaa
- Anett Kulbin
- Nele Kirsipuu
- Kristjan Järvi
- Koit Raudsepp
- Silver Laas
- Andres Puusepp
- Genka

El panel experto de jurado para la final fue conformado por:
- Moniqué – cantante lituana, participante de la preselección de Lituania para el Festival de la Canción de Eurovisión 2020
- Bryan Henry – tecladista británico
- Ben Camp – Compositor estadounidense
- Sylvia Massy – Productor estadounidense
- Jan Frost Bors – Compositor checo
- Stephen Budd – Productor británico
- Helena Meraai – Cantante bielorrusa, representante de Bielorrusia en el Festival de la Canción de Eurovisión Junior 2017
- Pierre Dumoulin – Compositor belga
- Steve Rodway – Compositor británico

#### Candidaturas
| Artista                                | Canción (Traducción)                                                    | Idioma           | Compositor(es)                                                             |
| -------------------------------------- | ----------------------------------------------------------------------- | ---------------- | -------------------------------------------------------------------------- |
| Alabama Watchdog                       | «Alabama Watchdog» (Perro guardián de Alabama)                          | Inglés           | Ken Einberg                                                                |
| Andrei Zevakin & Pluuto                | «Wingman» (Piloto)                                                      | Estonio          | Andrei Zevakin, Henry Orlov                                                |
| Egert Milder                           | «Free Again» (Libre de nuevo)                                           | Inglés           | Kaspar Kalluste, Matteo Capreoli, Egert Milder                             |
| Gram-Of-Fun                            | «Lost in a Dance» (Perdido en un baile)                                 | Inglés           | Martin Kuut, Kristel Aaslaid, Raul Ojamaa, Kostja Tsõbulevski, Mikk Simson |
| Hans Nayna                             | «One By One» (Uno por uno)                                              | Inglés           | Vahur Valgmaa, Hans Nayna                                                  |
| Helen                                  | «Nii kõrgele» (Tan alto)                                                | Estonio          | Rob Montes, Jason Hunter, Renae Rain, Helen Randmets                       |
| HELEZA                                 | «6» (6)                                                                 | Estonio, Francés | Karl Killing, Helena Põldmaa                                               |
| Ivo Linna con Robert Linna & Supernova | «Ma olen siin» (Aquí estoy)                                             | Estonio          | Rainer Michelson, Robert Linna                                             |
| Jüri Pootsmann                         | «Magus melanhoolia» (Dulce melancolía)                                  | Estonio          | Jüri Pootsmann, Joonas Mattias Sarapuu, Jana Hallas, Aleksi Liski          |
| Kadri Voorand                          | «Energy» (Energía)                                                      | Inglés           | Kadri Voorand                                                              |
| Karl Killing                           | «Kiss Me» (Bésame)                                                      | Inglés           | Karl Killing                                                               |
| Kéa                                    | «Hypnotized» (Hipnotizada)                                              | Inglés           | Ketter Orav, Sander Sadam, Alvar Antson, Karl-Mathias Saarse               |
| Kristin Kalnapenk                      | «Find a Way» (Encuentra una forma)                                      | Inglés           | Kristin Kalnapenk, Hannes Agur Vellend                                     |
| Koit Toome                             | «We Could Have Been Beautiful» (Podríamos haber sido hermosos)          | Inglés           | Joonas Parkkonen, Koit Toome, Peppina Pällijeff                            |
| Nika Marula                            | «Calm Down» (Calmarse)                                                  | Inglés           | Andrei Zevakin, Nika Marula, Daniil Kotilevits                             |
| Rahel                                  | «Sunday Night» (Noche de domingo)                                       | Inglés           | Rahel Ollisaar, Frederik Küüts, Jason Hunter                               |
| REDEL                                  | «Tartu» (Tartu)                                                         | Estonio          | Kristjan Oden, Indrek Vaheoja                                              |
| Sissi                                  | «Time» (Tiempo)                                                         | Inglés           | Sissi Nylia Benita, Andrei Zevakin, Kelly Tulvik                           |
| Suured tüdrukud                        | «Heaven's Not That Far Tonight» (El cielo no está tan lejos esta noche) | Inglés           | Koit Toome, Gevin Niglas, Karl Killing                                     |
| Tanja                                  | «Best Night Ever» (La mejor noche por siempre)                          | Inglés           | Timo Vendt, Tanja Mihhailova-Saar, Mihkel Mattisen                         |
| Tuuli Rand                             | «Üks öö» (Una noche)                                                    | Estonio          | Gevin Niglas, Kristel Aaslaid, Tuuli Rand                                  |
| Uku Haasma                             | «Kaos» (Caos)                                                           | Estonio          | Uku Haasma, Henri Erik Tammai, Rudolf Toltsberg                            |
| Uku Suviste                            | «The Lucky One» (El afortunado)                                         | Inglés           | Uku Suviste, Sharon Vaughn                                                 |
| WIIRALT                                | «Tuuled» (Vientos)                                                      | Estonio          | Pat Lyons, Martin Saaremägi                                                |

#### Semifinal 1
La primera semifinal se emitió el 18 de febrero de 2021, presentada por Tõnis Niinemets y Grete Kuld desde el Saku Suurhall en la capital Tallin. 12 canciones compitieron por 6 pases a la final por medio de dos rondas: la primera con una votación determinada en una combinación de un 50% para un jurado profesional y 50% para el televoto. que otorgaba 4 pases, mientras la segunda con una votación al 100% del televoto con las 8 canciones restantes, otorgando los últimos dos lugares para la final.
| N.º | Artista                                | Canción                        | Primera Ronda | Primera Ronda | Primera Ronda | Primera Ronda | Primera Ronda | Primera Ronda | Segunda Ronda | Segunda Ronda |
| N.º | Artista                                | Canción                        | Jurado        | Jurado        | Televoto      | Televoto      | Lugar         | Puntos        | Televoto      | Lugar         |
| --- | -------------------------------------- | ------------------------------ | ------------- | ------------- | ------------- | ------------- | ------------- | ------------- | ------------- | ------------- |
| 1   | Tanja                                  | «Best Night Ever»              | 25            | 1             | 685           | 2             | 10            | 3             | 781           | 3             |
| 2   | Hans Nayna                             | «One By One»                   | 40            | 3             | 916           | 4             | 8             | 7             | 1,083         | 2             |
| 3   | WIIRALT                                | «Tuuled»                       | 59            | 6             | 945           | 5             | 5             | 11            | 737           | 4             |
| 4   | Kéa                                    | «Hypnotized»                   | 37            | 2             | 411           | 0             | 11            | 2             | 446           | 6             |
| 5   | Andrei Zevakin & Pluuto                | «Wingman»                      | 14            | 0             | 1,476         | 8             | 6             | 8             | 1,593         | 1             |
| 6   | Karl Killing                           | «Kiss Me»                      | 54            | 5             | 1,151         | 7             | 4             | 12            | —             | —             |
| 7   | Nika Marula                            | «Calm Down»                    | 62            | 7             | 548           | 1             | 7             | 8             | 686           | 5             |
| 8   | Egert Milder                           | «Free Again»                   | 100           | 10            | 1,136         | 6             | 3             | 16            | —             | —             |
| 9   | Tuuli Rand                             | «Üks öö»                       | 9             | 0             | 278           | 0             | 12            | 0             | 164           | 8             |
| 10  | Koit Toome                             | «We Could Have Been Beautiful» | 111           | 12            | 2,873         | 12            | 1             | 24            | —             | —             |
| 11  | Kristin Kalnapenk                      | «Find a Way»                   | 51            | 4             | 705           | 3             | 9             | 7             | 412           | 7             |
| 12  | Ivo Linna con Robert Linna & Supernova | «Ma olen siin»                 | 76            | 8             | 1,519         | 10            | 2             | 18            | —             | —             |

#### Semifinal 2
La segunda semifinal se emitió el 20 de febrero de 2021, presentada por Tõnis Niinemets y Grete Kuld desde el Saku Suurhall en la capital Tallin. 12 canciones compitieron por 6 pases a la final por medio de dos rondas: la primera con una votación determinada en una combinación de un 50% para un jurado profesional y 50% para el televoto. que otorgaba 4 pases, mientras la segunda con una votación al 100% del televoto con las 8 canciones restantes, otorgando los últimos dos lugares para la final.
| N.º | Artista          | Canción                         | Primera Ronda | Primera Ronda | Primera Ronda | Primera Ronda | Primera Ronda | Primera Ronda | Segunda Ronda | Segunda Ronda |
| N.º | Artista          | Canción                         | Jurado        | Jurado        | Televoto      | Televoto      | Lugar         | Puntos        | Televoto      | Lugar         |
| --- | ---------------- | ------------------------------- | ------------- | ------------- | ------------- | ------------- | ------------- | ------------- | ------------- | ------------- |
| 1   | Sissi            | «Time»                          | 44            | 4             | 1,797         | 5             | 7             | 9             | 2,451         | 2             |
| 2   | Gram-Of-Fun      | «Lost in a Dance»               | 67            | 8             | 1,403         | 3             | 6             | 11            | 1,771         | 3             |
| 3   | Kadri Voorand    | «Energy»                        | 107           | 10            | 2,680         | 7             | 2             | 17            | —             | —             |
| 4   | Helen            | «Nii kõrgele»                   | 3             | 0             | 1,210         | 2             | 10            | 2             | 1,270         | 5             |
| 5   | REDEL            | «Tartu»                         | 63            | 6             | 2,876         | 8             | 5             | 14            | 2,600         | 1             |
| 6   | Rahel            | «Sunday Night»                  | 33            | 1             | 839           | 0             | 11            | 1             | 819           | 7             |
| 7   | Uku Haasma       | «Kaos»                          | 12            | 0             | 654           | 0             | 12            | 0             | 522           | 8             |
| 8   | HELEZA           | «6»                             | 35            | 2             | 1,494         | 4             | 9             | 6             | 1,345         | 4             |
| 9   | Uku Suviste      | «The Lucky One»                 | 41            | 3             | 6,291         | 12            | 3             | 15            | —             | —             |
| 10  | Alabama Watchdog | «Alabama Watchdog»              | 64            | 7             | 1,052         | 1             | 8             | 8             | 1,022         | 6             |
| 11  | Jüri Pootsmann   | «Magus melanhoolia»             | 110           | 12            | 2,119         | 6             | 1             | 18            | —             | —             |
| 12  | Suured tüdrukud  | «Heaven's Not That Far Tonight» | 59            | 5             | 5,370         | 10            | 4             | 15            | —             | —             |

#### Final
La final se emitió en directo el 6 de marzo de 2021, desde el Saku Suurhall en Tallin. Los presentadores fueron Tõnis Niinemets y Grete Kuld. Participaron los 6 temas ganadores de cada semifinal, totalizando 12 participantes. La final se dividió en dos rondas: en la primera, una votación determinada por el 50% del jurado y 50% del voto popular seleccionó las tres canciones que avanzaron a la Súper Final: «The Lucky One» de Uku Suviste; «Time» de Sissi y «Magus melanhoolia» de Jüri Pootsmann. En la Súper Final, fue exclusivamente el voto popular quien seleccionó al ganador, Uku Suviste con el tema «The Lucky One», con poco más de 24,000 votos. Este triunfo fue el segundo consecutivo para Uku Suviste, con lo cual Estonia revalidó a su concursante quien no pudo acudir al concurso de 2020 debido a la pandemia de COVID-19.
| N.º | Artista                                | Canción                         | Jurado | Televoto | Televoto | Lugar | Puntos |
| --- | -------------------------------------- | ------------------------------- | ------ | -------- | -------- | ----- | ------ |
| 1   | Egert Milder                           | «Free Again»                    | 1      | 1,871    | 1        | 12    | 2      |
| 2   | Suured tüdrukud                        | «Heaven's Not That Far Tonight» | 2      | 5,002    | 6        | 7     | 8      |
| 3   | Hans Nayna                             | «One By One»                    | 6      | 1,754    | 0        | 10    | 6      |
| 4   | Ivo Linna con Robert Linna & Supernova | «Ma olen siin»                  | 0      | 2,030    | 2        | 11    | 2      |
| 5   | Karl Killing                           | «Kiss Me»                       | 8      | 1,678    | 0        | 8     | 8      |
| 6   | Uku Suviste                            | «The Lucky One»                 | 3      | 11,393   | 12       | 1     | 15     |
| 7   | Sissi                                  | «Time»                          | 12     | 4,186    | 3        | 3     | 15     |
| 8   | Jüri Pootsmann                         | «Magus melanhoolia»             | 7      | 6,193    | 8        | 2     | 15     |
| 9   | REDEL                                  | «Tartu»                         | 0      | 5,160    | 7        | 9     | 7      |
| 10  | Koit Toome                             | «We Could Have Been Beautiful»  | 4      | 6,779    | 10       | 4     | 14     |
| 11  | Andrei Zevakin & Pluuto                | «Wingman»                       | 10     | 4,944    | 4        | 5     | 14     |
| 12  | Kadri Voorand                          | «Energy»                        | 5      | 4,966    | 5        | 6     | 10     |

| N.º | Artista        | Canción             | Lugar | Televoto |
| --- | -------------- | ------------------- | ----- | -------- |
| 1   | Uku Suviste    | «The Lucky One»     | 1     | 24,081   |
| 2   | Sissi          | «Time»              | 2     | 14,968   |
| 3   | Jüri Pootsmann | «Magus melanhoolia» | 3     | 12,776   |

## En Eurovisión
De acuerdo a las reglas del festival, todos los concursantes inician desde las semifinales, a excepción del anfitrión (en este caso, Países Bajos) y el Big Five compuesto por Alemania, España, Francia, Italia y Reino Unido. La producción del festival decidió respetar el sorteo ya realizado para la edición cancelada de 2020 por lo que se determinó que el país, tendría que participar en la segunda semifinal. En este mismo sorteo, se determinó que participaría en la primera mitad de la semifinal (posiciones 1-9). Semanas después, ya conocidos los artistas y sus respectivas canciones participantes, la producción del programa dio a conocer el orden de actuación, determinando que Estonia participara en la segunda posición, precedida por San Marino y seguido de República Checa.
Los comentarios para Estonia corrieron por parte de Marko Reikop, mientras que para la diáspora rusa fue Aleksandr Hobotov y Julia Kalenda. Por otra parte, Sissi fue la portavoz de la votación del jurado.

### Semifinal 2
Uku Suviste tomó parte de los primeros ensayos los días 10 y 13 de mayo, así como de los ensayos generales con vestuario de la segunda semifinal los días 19 y 20 de mayo. El ensayo general de la tarde del 19 fue tomado en cuenta por los jurados profesionales para emitir sus votos, que representan el 50% de los puntos. Estonia se presentó en la posición 2, detrás de República Checa y por delante de San Marino. La actuación estonia fue sencilla, con Uku Suviste solo en el escenario apoyado por coristas fuera de escena. En la pantalla LED se mostraron imágenes de una tormenta con la iluminación del recinto en colores blancos y azules, con una serie de destellos que ocurrían durante el estribillo de la canción. En el puente de la canción, la iluminación se tornó de color rojo, para finalizar con la imagen de un círculo blanco resplandeciente simulando la luna.
Al final del show, Estonia no fue anunciada como uno de los países clasificados para la gran final. Los resultados revelados una vez terminado el festival, posicionaron a Estonia en el 13° lugar con 58 puntos, habiéndose colocado en 12° puesto del televoto y el jurado profesional con 29 puntos en ambas votaciones.

### Votación

#### Puntuación otorgada a Estonia

##### Semifinal 2
| Jurado    | Jurado    | Jurado                                 | Jurado        | Jurado                                |
| 12 puntos | 10 puntos | 8 puntos                               | 7 puntos      | 6 puntos                              |
| --------- | --------- | -------------------------------------- | ------------- | ------------------------------------- |
|           |           |                                        | - Bulgaria    |                                       |
| 5 puntos  | 4 puntos  | 3 puntos                               | 2 puntos      | 1 punto                               |
|           | - Polonia | - Georgia - Letonia - Moldavia - Suiza | - Reino Unido | - España - Grecia - Portugal - Serbia |
| Televoto  |           |                                        |               |                                       |
| 12 puntos | 10 puntos | 8 puntos                               | 7 puntos      | 6 puntos                              |
|           | - Letonia |                                        | - Finlandia   | - Dinamarca                           |
| 5 puntos  | 4 puntos  | 3 puntos                               | 2 puntos      | 1 punto                               |
|           |           | - Moldavia                             |               | - Bulgaria - República Checa - Suiza  |

#### Puntuación otorgada por Estonia
| Puntos    | Jurado     | Televoto   |
| --------- | ---------- | ---------- |
| 12 puntos | Suiza      | Moldavia   |
| 10 puntos | Bulgaria   | Finlandia  |
| 8 puntos  | Islandia   | Dinamarca  |
| 7 puntos  | Finlandia  | Islandia   |
| 6 puntos  | Portugal   | Suiza      |
| 5 puntos  | Serbia     | Portugal   |
| 4 puntos  | Austria    | San Marino |
| 3 puntos  | Grecia     | Georgia    |
| 2 puntos  | Albania    | Bulgaria   |
| 1 punto   | San Marino | Letonia    |

| Puntos    | Jurado    | Televoto  |
| --------- | --------- | --------- |
| 12 puntos | Suiza     | Finlandia |
| 10 puntos | Francia   | Lituania  |
| 8 puntos  | Islandia  | Italia    |
| 7 puntos  | Finlandia | Francia   |
| 6 puntos  | Bulgaria  | Rusia     |
| 5 puntos  | Portugal  | Ucrania   |
| 4 puntos  | Ucrania   | Noruega   |
| 3 puntos  | Italia    | Islandia  |
| 2 puntos  | Lituania  | Suiza     |
| 1 punto   | Malta     | Suecia    |

##### Desglose
El jurado estonio estuvo compuesto por:
- Dave Benton
- Elina Born
- Stig Rästa
- Karl-Ander Reismann
- Birgit Sarrap

| Semifinal 2 | Semifinal 2     | Semifinal 2                | Semifinal 2                | Semifinal 2                | Semifinal 2                | Semifinal 2                | Semifinal 2                | Semifinal 2                | Semifinal 2                | Semifinal 2                |
| N.º         | País            | Jurado                     | Jurado                     | Jurado                     | Jurado                     | Jurado                     | Jurado                     | Jurado                     | Televoto                   | Televoto                   |
| N.º         | País            | Jurado A                   | Jurado B                   | Jurado C                   | Jurado D                   | Jurado E                   | Ranking                    | Puntos                     | Ranking                    | Puntos                     |
| ----------- | --------------- | -------------------------- | -------------------------- | -------------------------- | -------------------------- | -------------------------- | -------------------------- | -------------------------- | -------------------------- | -------------------------- |
| 01          | San Marino      | 10                         | 7                          | 7                          | 11                         | 13                         | 10                         | 1                          | 7                          | 4                          |
| 02          | Estonia         | -------------------------- | -------------------------- | -------------------------- | -------------------------- | -------------------------- | -------------------------- | -------------------------- | -------------------------- | -------------------------- |
| 03          | República Checa | 9                          | 14                         | 15                         | 8                          | 10                         | 11                         |                            | 16                         |                            |
| 04          | Grecia          | 7                          | 8                          | 12                         | 7                          | 7                          | 8                          | 3                          | 11                         |                            |
| 05          | Austria         | 13                         | 6                          | 9                          | 5                          | 6                          | 7                          | 4                          | 12                         |                            |
| 06          | Polonia         | 15                         | 16                         | 16                         | 13                         | 15                         | 16                         |                            | 15                         |                            |
| 07          | Moldavia        | 14                         | 13                         | 13                         | 10                         | 11                         | 13                         |                            | 1                          | 12                         |
| 08          | Islandia        | 3                          | 1                          | 4                          | 2                          | 9                          | 3                          | 8                          | 4                          | 7                          |
| 09          | Serbia          | 5                          | 11                         | 2                          | 16                         | 5                          | 6                          | 5                          | 14                         |                            |
| 10          | Georgia         | 12                         | 10                         | 8                          | 15                         | 14                         | 12                         |                            | 8                          | 3                          |
| 11          | Albania         | 8                          | 9                          | 6                          | 14                         | 8                          | 9                          | 2                          | 13                         |                            |
| 12          | Portugal        | 6                          | 3                          | 5                          | 4                          | 4                          | 5                          | 6                          | 6                          | 5                          |
| 13          | Bulgaria        | 4                          | 4                          | 3                          | 3                          | 2                          | 2                          | 10                         | 9                          | 2                          |
| 14          | Finlandia       | 1                          | 5                          | 11                         | 6                          | 1                          | 4                          | 7                          | 2                          | 10                         |
| 15          | Letonia         | 11                         | 15                         | 10                         | 12                         | 16                         | 15                         |                            | 10                         | 1                          |
| 16          | Suiza           | 2                          | 2                          | 1                          | 1                          | 3                          | 1                          | 12                         | 5                          | 6                          |
| 17          | Dinamarca       | 16                         | 12                         | 14                         | 9                          | 12                         | 14                         |                            | 3                          | 8                          |

| Final | Final        | Final    | Final    | Final    | Final    | Final    | Final   | Final  | Final    | Final    |
| N.º   | País         | Jurado   | Jurado   | Jurado   | Jurado   | Jurado   | Jurado  | Jurado | Televoto | Televoto |
| N.º   | País         | Jurado A | Jurado B | Jurado C | Jurado D | Jurado E | Ranking | Puntos | Ranking  | Puntos   |
| ----- | ------------ | -------- | -------- | -------- | -------- | -------- | ------- | ------ | -------- | -------- |
| 01    | Chipre       | 20       | 8        | 10       | 12       | 24       | 14      |        | 16       |          |
| 02    | Albania      | 14       | 20       | 16       | 18       | 20       | 21      |        | 25       |          |
| 03    | Israel       | 13       | 11       | 14       | 8        | 13       | 13      |        | 21       |          |
| 04    | Bélgica      | 16       | 10       | 15       | 16       | 21       | 19      |        | 15       |          |
| 05    | Rusia        | 23       | 23       | 6        | 22       | 12       | 17      |        | 5        | 6        |
| 06    | Malta        | 18       | 9        | 17       | 7        | 9        | 10      | 1      | 13       |          |
| 07    | Portugal     | 17       | 3        | 11       | 5        | 6        | 6       | 5      | 12       |          |
| 08    | Serbia       | 10       | 14       | 5        | 19       | 16       | 11      |        | 23       |          |
| 09    | Reino Unido  | 19       | 22       | 20       | 17       | 17       | 25      |        | 22       |          |
| 10    | Grecia       | 9        | 17       | 18       | 9        | 22       | 18      |        | 17       |          |
| 11    | Suiza        | 1        | 2        | 2        | 1        | 3        | 1       | 12     | 9        | 2        |
| 12    | Islandia     | 2        | 4        | 8        | 3        | 7        | 3       | 8      | 8        | 3        |
| 13    | España       | 4        | 24       | 23       | 13       | 19       | 12      |        | 24       |          |
| 14    | Moldavia     | 25       | 26       | 25       | 25       | 26       | 26      |        | 19       |          |
| 15    | Alemania     | 26       | 25       | 26       | 24       | 11       | 24      |        | 18       |          |
| 16    | Finlandia    | 3        | 7        | 9        | 6        | 1        | 4       | 7      | 1        | 12       |
| 17    | Bulgaria     | 6        | 6        | 4        | 2        | 8        | 5       | 6      | 11       |          |
| 18    | Lituania     | 12       | 12       | 7        | 10       | 10       | 9       | 2      | 2        | 10       |
| 19    | Ucrania      | 7        | 13       | 1        | 20       | 23       | 7       | 4      | 6        | 5        |
| 20    | Francia      | 5        | 1        | 3        | 4        | 2        | 2       | 10     | 4        | 7        |
| 21    | Azerbaiyán   | 22       | 18       | 12       | 26       | 18       | 23      |        | 14       |          |
| 22    | Noruega      | 11       | 19       | 21       | 23       | 25       | 22      |        | 7        | 4        |
| 23    | Países Bajos | 21       | 21       | 24       | 15       | 5        | 15      |        | 26       |          |
| 24    | Italia       | 15       | 5        | 13       | 21       | 4        | 8       | 3      | 3        | 8        |
| 25    | Suecia       | 8        | 15       | 22       | 11       | 14       | 16      |        | 10       | 1        |
| 26    | San Marino   | 24       | 16       | 19       | 14       | 15       | 20      |        | 20       |          |